# Radowo Wielkie
Radowo Wielkie (deutsch Groß Raddow) ist ein Dorf in der Woiwodschaft Westpommern in Polen. Es gehört zur Gmina Radowo Małe (Gemeinde Klein Raddow) im Powiat Łobeski (Labeser Kreis).

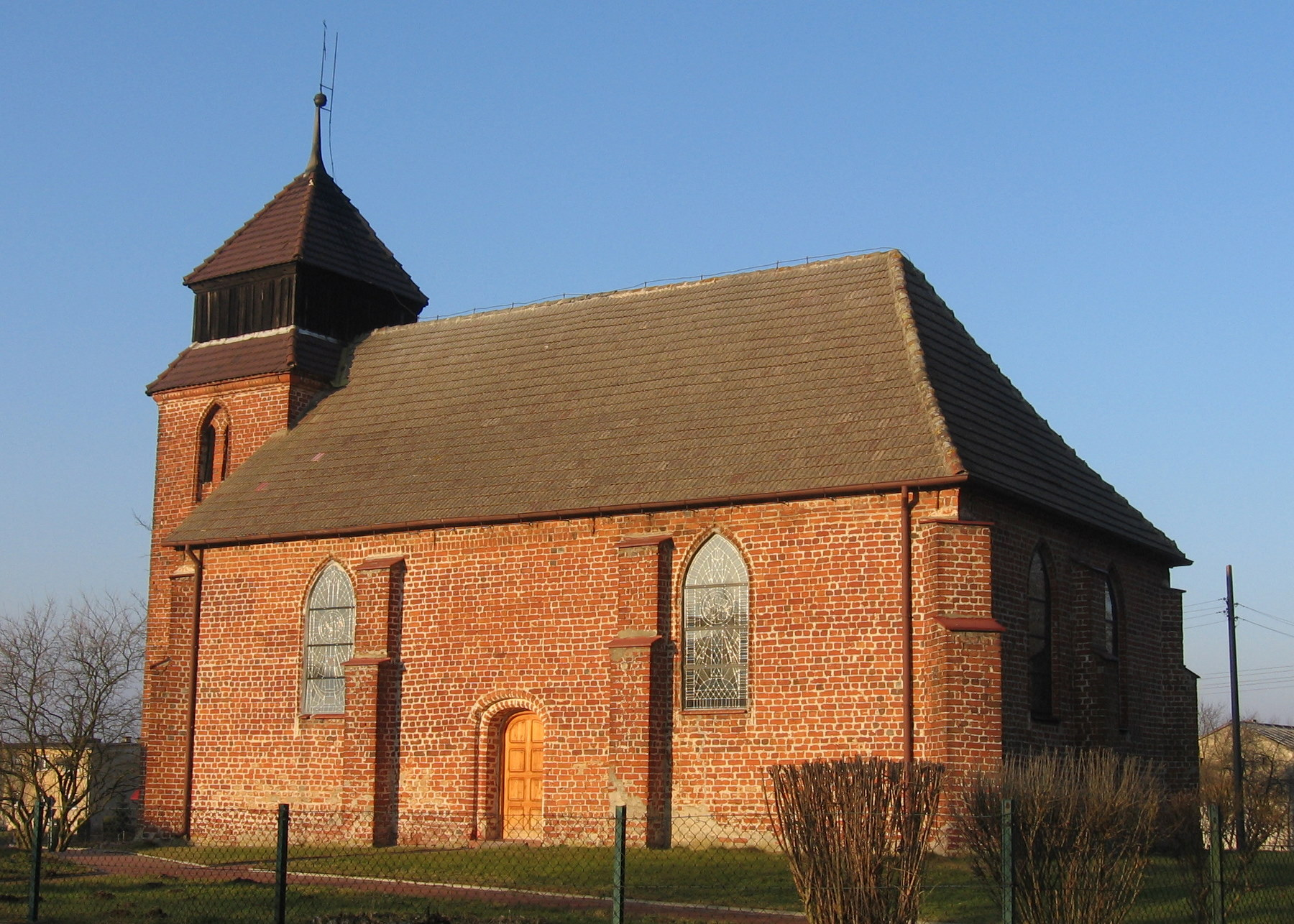
Dorfkirche (2008)

## Geographische Lage
Das Dorf liegt in Hinterpommern, etwa 65 Kilometer nordöstlich von Stettin und etwa 15 Kilometer nordwestlich der Kreisstadt Labes. Durch das Dorf verläuft in Ost-West-Richtung die Woiwodschaftsstraße 147.

## Geschichte
Ab dem 19. Jahrhundert bestanden der politische Gutsbezirk Groß Raddow und die Landgemeinde Groß Raddow nebeneinander. Im Jahre 1910 zählte der Gutsbezirk Groß Raddow 252 Einwohner, die Landgemeinde Groß Raddow 96 Einwohner. 
Später wurde der Gutsbezirk Groß Raddow in die Landgemeinde Groß Raddow eingemeindet. Bis 1945 bildete Groß Raddow eine Landgemeinde im Kreis Regenwalde der preußischen Provinz Pommern. Zur Landgemeinde gehörten auch die Wohnplätze Mühle und Ziegelei. Die Gemeinde zählte im Jahre 1925 317 Einwohner in 69 Haushaltungen und im Jahre 1939 313 Einwohner.
Nach dem Zweiten Weltkrieg kam Groß Raddow, wie ganz Hinterpommern, an Polen. Die Bevölkerung wurde durch Polen ersetzt. Der Ortsname wurde zu „Radowo Wielkie“ polonisiert. Heute liegt das Dorf in der polnischen Gmina Radowo Małe (Gemeinde Klein Raddow), in der es ein eigenes Schulzenamt bildet.